# Der Verdacht (2007)
Der Verdacht ist ein deutscher Kurzfilm aus dem Jahr 2007. Es ist der Abschlussfilm des Regisseurs Felix Hassenfratz an der ifs internationale filmschule köln.
Der in einem badischen Dialekt inszenierte Film entstand in Koproduktion mit den Sendern SWR und ARTE und wurde von der Filmstiftung NRW gefördert.

## Handlung
Kirchenchor und Backstube, süddeutsche Provinz. Connys Welt ist überschaubar. Gemeinsam mit ihrem Mann Udo führt sie die Traditionsbäckerei im Dorf. Die Idylle trügt. Drei Monate liegt der Mord an einer jungen Frau aus dem Ort zurück. Udo wird  vernommen. Er hat sie am Tatabend als Anhalterin mitgenommen. Hat sich nicht als  Zeuge gemeldet. Hat es auch Conny verschwiegen. Der Verdacht gegen Udo erhärtet sich nicht – und doch steht seine Täterschaft für die Dorfbewohner bald fest. Die Kundschaft bleibt aus, und gleichsam mit dem Niedergang der Bäckerei beginnt Conny an der Unschuld ihres Mannes zu zweifeln. 
 Hin- und hergerissen zwischen ihrem Glauben an Udos Unschuld und dem Verdacht der Dorfbewohner verliert Conny ihr Vertrauen in die Liebe.

## Festivals und Aufführungen (Auswahl)

### Deutschland
2008: Filmfestival Max Ophüls Preis (Uraufführung)
2008: Internationales Festival der Filmhochschulen München (Wettbewerbsteilnahme)
2008: Regensburger Kurzfilmwoche (Wettbewerbsteilnahme)
2008: 24. Int. Kurzfilmfestival Interfilm Berlin (Wettbewerbsteilnahme)
2008: Festival des deutschen Kinos FILMZ Mainz
2008: Landshuter Kurzfilmfestival (Preisträger)
2008: Internationales Studentenfilmfestival Sehsüchte Potsdam (Wettbewerbsteilnahme)
2008: Internationales Filmfest Emden-Norderney
2008: Filmfestival Shorts At Moonlight (Wettbewerbsteilnahme)
2008: Wendland Shorts Filmfestival (Preisträger)
2008: New Talents Biennale Köln
2008: Int. Filmfest Passau (Wettbewerbsteilnahme)
2008: Erstausstrahlung auf arte (21. Mai und 27. Mai)

### International
2008: St. Petersburg Filmfestival (Internationale Premiere, Wettbewerbsteilnahme)
2008: Montreal World Film Festival (Focus on World Cinema)
2008: Palm Springs International ShortFest (Wettbewerbsteilnahme)
2008: Foyle Film Festival, Irland (Wettbewerbsteilnahme)
2008: Atlantic Film Festival, Halifax
2008: Budapest Int. Short Film Festival
2008: Buenos Aires Filmfestival (Wettbewerbsteilnahme)
2008: Encounters Filmfestival, Bristol (Wettbewerbsteilnahme)
2008: Brüssel Independent Film Festival (Wettbewerbsteilnahme)
2008: Goethe-Institut Paris

## Auszeichnungen
- 2008: Deutscher Kurzfilmpreis 2008
- 2008: Gewinner des Studio Hamburg Nachwuchspreis in der Kategorie Bestes Drehbuch[4]
- 2008: First Steps Award – Nominierung Bester Kurzspielfilm[5]
- 2008: BMW Kurzfilmpreis – 2. Jurypreis  des Landshuter Kurzfilmfestivals[6]
- 2008: Goldener Storch – Preis der Jury der Wendland Shorts
- 2008: Panther Award  des Internationalen Festivals der Filmhochschulen München: Beste Produktion eines deutschen Films – ex aequo mit Auf der Strecke von Reto Caffi[7]
- 2007: Prädikat: Besonders Wertvoll der Filmbewertungsstelle[8]
- 2007: Kurzfilm des Monats der FBW Filmbewertungsstelle
- 2007: Aufnahme in den Katalog der AG Kurzfilm[9]